# Sarie Marais
"Sarie Marais" (también llamada "My Sarie Marais") es una canción folclórica tradicional afrikáans, creada durante la primera guerra anglo-bóer (ca. 1880) o la segunda guerra anglo-bóer (ca. 1900). La tonada probablemente fue tomada de una canción titulada Ellie Rhee que se remontaba a la guerra de Secesión estadounidense (que a su vez probablemente fuera una versión de la canción folclórica tradicional titulada The Foggy Dew) y la letra fue traducida al afrikáans. El título se pronuncia "Mai SAH-rii mah-RiH".
En la versión en inglés de la canción afrikáans, la canción comienza con la estrofa: "My Sarie Marais is so far from my heart, but I hope to see her again. She lived near the Mooi River before this war began..." (traducido: "Mi Sarie Marais está tan lejos de mi corazón, pero  espero volver a verla. Ella vivía cerca del río Mooi antes de que esta guerra estallara..); y el coro entona: "O take me back to the old Transvaal, where my Sarie lives, Down among the maize fields near the green thorn tree, there lives my Sarie Marais" (traducido: O llévame de regreso al antiguo Transvaal, donde se encuentra mi Sarie, entre los campos de maíz cerca del espino verde, allí vive mi Sarie Marais). Y continúa hablando sobre el temor de ser enviado lejos, "más allá del mar" (tal como eran enviados los hombres Bóer, por los gobernantes británicos).
La melodía fue adoptada en 1953 como la marcha oficial de los Comandos Royal Marines del Reino Unido y es tocada luego de la Marcha del Regimiento en ceremonias. La Legión Extranjera francesa también canta esta canción, traducida al francés.